# Саво Кесар
Саво Кесар (Марини, Приједор, 27. јануар 1915 – Београд, јул 1997) био је генерал-потпуковник ЈНА и учесник Народноослободилачке борбе.

## Биографија
Прије Другог свјетског рата био је радник. У Другом свјетском рату, у НОВЈ је од 1941. био замјеник комесара 10. крајишке бригаде, командант 9. далматинске бригаде и командант 47. дивизије. Послије рата, у ЈНА је био командант дивизије, члан Сталне испитне комисије за чин пуковника ЈНА и инспектор у Главној инспекцији ЈНА. Похађао је Војну академију "М. В. Фрунзе" у СССР-у и завршио Вишу војну академију ЈНА. Активна служба у ЈНА престала му је 1973. године. Одликован je Орденом партизанске звијезде и Орденом заслуга за народ са златном звијездом.